# Мулуд Фераун
Мулуд Фераун (настоящее имя — Лит Шаабан) (фр. Mouloud Feraoun, араб. مولود فرعون‎; 8 марта 1913, дер. Тизи-Хибель Французский Алжир (ныне вилайет Тизи-Узу Алжир) — 15 марта 1962, Эль-Биар, район г. Алжир) — алжирский писатель, педагог, публицист. Родоначальник реалистического направления алжирской литературы на французском языке.

## Биография
Родился в берберийской деревне, в северной части Алжира, в горах Джур-Джура. Его отец — кабильский феллах, долгие годы работавший шахтёром во Франции.
М. Фераун окончил лицей в Тизи-Узу, затем педагогическое училище в Бу-Зареа, в 1935—1957 г. учительствовал в Кабилии. Переписывался с Альбером Камю.
Активный участник движения за независимость Алжира.
Похищен и убит членами ультраправой подпольной националистической террористической организации ОАС за 3 дня до провозглашения независимости страны.

## Творчество
Писал на французском языке. В романе «Сын бедняка» (1950, рус. пер. 1963), сборнике новелл «Дни Кабилии» (1954, рус. пер. 1970), эпической дилогии «Земля и кровь» (1953, рус. пер. 1965) и «Дорога, ведущая в гору» (1957, рус. пер. 1965) воссоздал типические характеры и обстоятельства народной жизни в период между двумя мировыми войнами, в канун Ноябрьского восстания 1954 г.
В 1972 были опубликованы очерки, критические статьи и фрагменты незавершённого романа «Годовщина». Выступал с очерками и рассказами из народного быта, с публицистически острыми статьями об упадке образования, растущей нищете, опасности офранцуживания алжирской молодежи.
В статье «Последнее послание» (1960) он отвергал ассимиляторский план решения алжирской проблемы, предложенный А. Камю. В вооружённой борьбе народа с колонизаторами М. Фераун видел единственный путь к свободе и независимости Алжира («Дневник. 1955—1962», 1962). Его «Дневник. 1955—1962» является горьким документом Алжирской войны за независимость.

## Избранные произведения
- Le Fils du pauvre («Сын бедняка») — 1950
- La terre et le sang («Земля и кровь») — 1953
- Jours de Kabylie («Дни Кабилии») — 1954
- Les Chemins qui montent («Дорога, ведущая в гору») — 1957
- Les Isefra de Si Mhand Oumhand, 1960
- Journal, 1955—1962
- Lettres à ses amis, 1969
- L’Anniversaire, 1972
- La Cite des Roses, 2008